# Resolució 67 del Consell de Seguretat de les Nacions Unides
La Resolució 67 del Consell de Seguretat de les Nacions Unides, aprovada el 28 de gener de 1949, satisfeta que ambdues parts del conflicte d'Indonèsia continuaven adherits als principis de l'acord de Renville, el Consell va convidar als Països Baixos a suspendre immediatament totes les operacions militars i després a Indonèsia ordenar als seus seguidors armats que cessin la guerra de guerrilles i que ambdues parts cooperessin en la restauració de la pau i el manteniment de la llei i l'ordre en tota la zona. El Consell també va convidar als Països Baixos a alliberar tots els presos polítics detinguts des del 17 de desembre de 1948 i facilitar el retorn immediat dels funcionaris del Govern de la República d'Indonèsia a Jogjakarta i permetre'ls que aquestes instal·lacions puguin ser reclamades raonablement per aquest Govern per al seu funcionament eficaç en aquesta àrea.
A continuació, la Resolució va demanar la creació d'uns "Estats Units d'Indonèsia" federals en el qual les eleccions per als electors a una assemblea constituent es completessin a l'octubre de 1949 i a que els Països Baixos transferissin la sobirania d'Indonèsia fins al juliol de 1950. Per això, el Consell va canviar el nom del Comitè de Bons Oficis pel de Comissió de les Nacions Unides per a Indonèsia i el va encarregar de totes les funcions de l'antic Comitè, així com de l'observació de les eleccions i de garantir la llibertat de reunió, expressió i publicació, a més de supervisar la transferència de parts d'Indonèsia al govern republicà i emetre informes periòdics al Consell.
La resolució es va votar en parts; no es va votar sobre el text en general.